# Hofwiesenpark

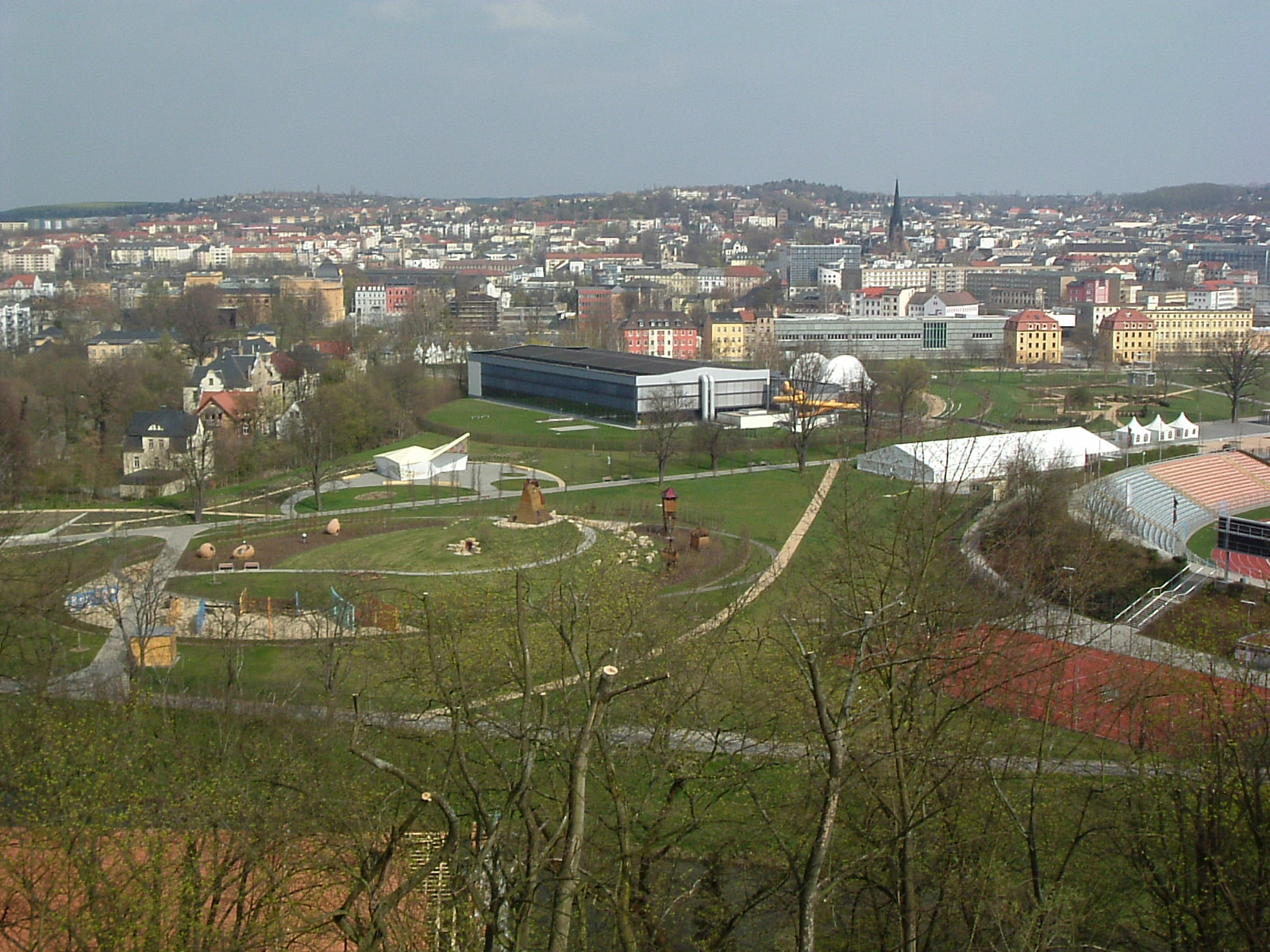
Hofwiesenpark wenige Wochen vor der BUGA-Eröffnung: Spieloval, Kirchenzelt, Hofwiesenbad

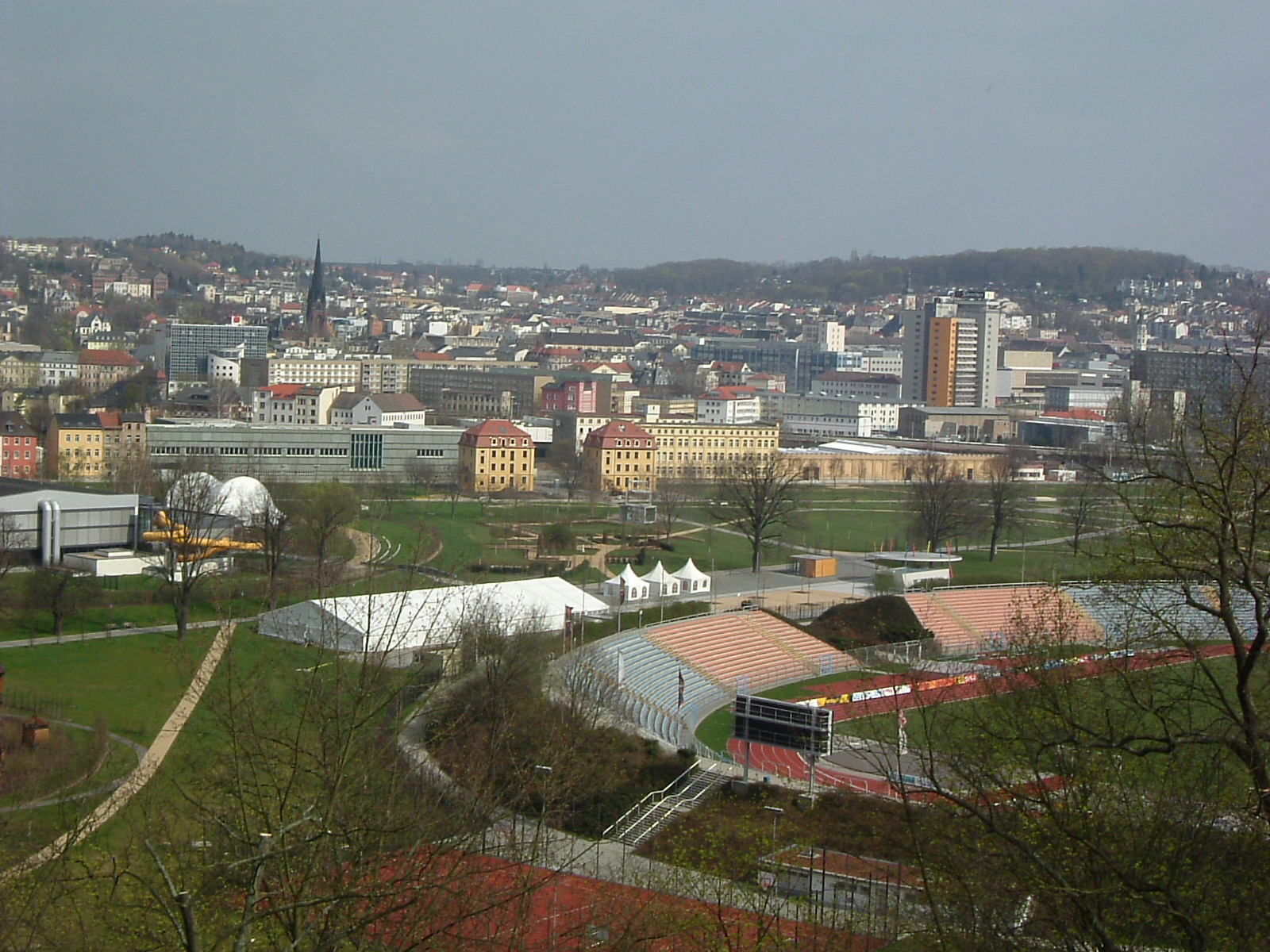
Hofwiesenpark wenige Wochen vor der BUGA-Eröffnung: Stadion der Freundschaft, Festzelt, Prinzenhäuser, Blumenhalle

Der Hofwiesenpark ist eine Parkanlage in Gera in Thüringen, der die westliche Innenstadt vom Stadtteil Untermhaus trennt. Benannt ist der Park nach seiner Lage am Berg mit dem ehemaligen Schloss Osterstein. Im Park befinden sich ein Hallenbad (Hofwiesenbad) und das Stadion der Freundschaft.
Zur Bundesgartenschau 2007 in Gera und Ronneburg war der Hofwiesenpark (neben der Neuen Landschaft Ronneburg) einer der beiden Hauptausstellungsbereiche.

## Geschichte
Die Hofwiesen, erstmals in den Jahren 1636 und 1647 erwähnt, waren ursprünglich eine weite, unbebaute Fläche zwischen dem westlichen Rand der ursprünglichen Stadt (die um 1900 durch den Mühlgraben und die noch heute vorhandene Eisenbahnlinie begrenzt wurde) und der Weißen Elster. Nördlich schlossen sich der Küchengarten mit der barocken Orangerie sowie die Küchengartenallee an, die in dem damals wohlhabenden Industriegebiet einen beliebten Villenstandort darstellte.
1934 gab es Pläne zum Bau einer großen Stadthalle auf den Hofwiesen, die aber nicht realisiert wurden. Nach dem Zweiten Weltkrieg wurde das Areal der Hofwiesen von der DDR-Führung zu einem Sportpark umgestaltet, beginnend mit dem Stadion der Freundschaft (1952), dem später die Erwin-Panndorf-Sporthalle (1969), ein modernes Hallenbad (1974) und zahlreiche kleinere Sportanlagen folgten. Am 10. Januar 1974 wurde außerdem die 18. Polytechnische Oberschule neben der Erwin-Panndorf-Halle übergeben, die 1975 ebenfalls den Namen Panndorfs erhielt. Als östliche Begrenzung wurde die vierspurige Straße Am Stadion errichtet, über die die Fernstraße (und spätere Bundesstraße) F 2 geleitet wurde. Den südlichen Abschluss des Areals bildete das bereits vorher vorhandene Sommerbad (1924) mit dem alten Hallenbad von 1892.

## Bundesgartenschau 2007
Im Hinblick auf die Bundesgartenschau erhielt das Areal durch umfangreiche Baumaßnahmen seinen früheren Parkcharakter und damit auch den Namen Hofwiesen zurück.

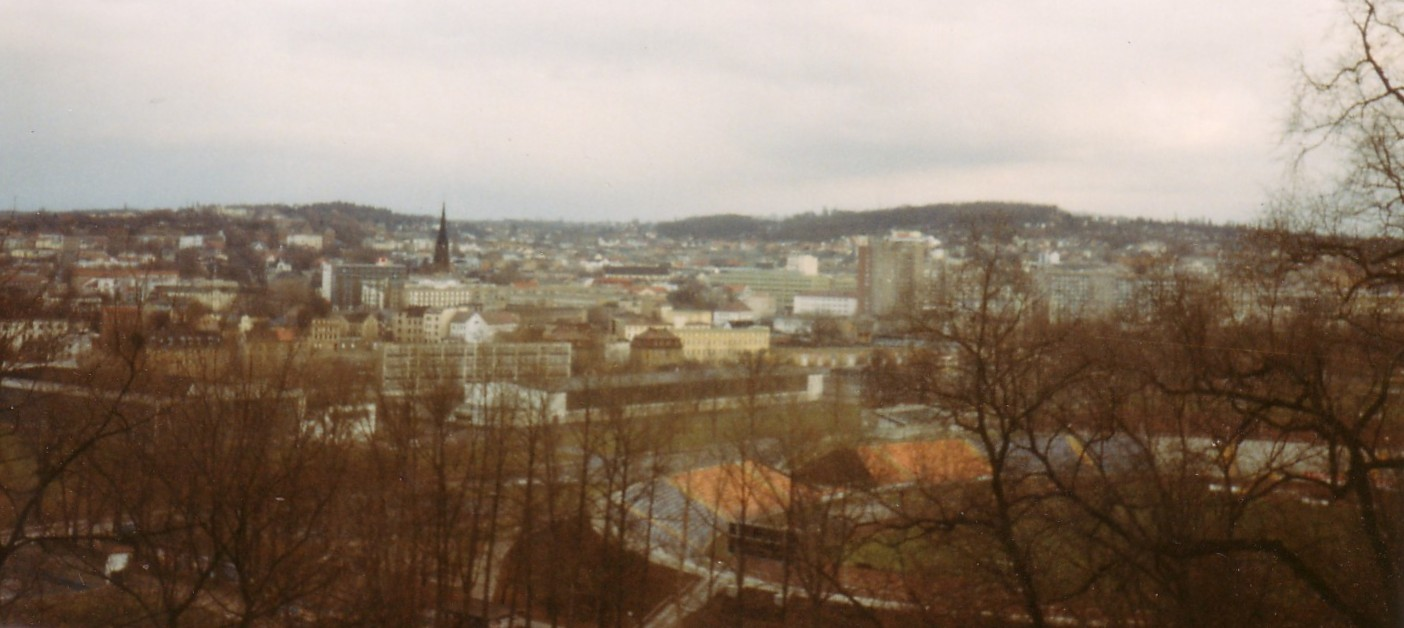
Gelände des späteren Hofwiesenparkes im Frühjahr 1998 (in der Bildmitte die alte Erwin-Panndorf-Halle, dahinter die damalige Grundschule 2)

### Planungen
In den Planungen für die BUGA, die 1997 nach Gera vergeben wurde, spielte der Hofwiesenpark eine entscheidende Rolle als Geraer Hauptteil der Schau und zugleich westlicher Abschluss des grünen Bandes, das sich bis ins Zentrum von Ronneburg ziehen sollte. Im Februar 2000 wurde ein europaweiter Gestaltungswettbewerb für den Park ausgeschrieben; bei der Tagung des Preisgerichts am 23. und 24. Juni 2000 wurde der Plan des Büros der Dresdner Landschaftsarchitekten Hermann Kokenge und Christoph Ritter zur Siegerarbeit gekürt. Er enthielt bereits die Idee der Gliederung der Parkanlage durch die charakteristischen Ovale.
Bis September 2002 wurden die Planungen durch das Siegerbüro weiter konkretisiert. Unter anderem sah der Entwurf vor, Teile der Parkfläche abzusenken und den Damm an der Weißen Elster an mehreren Stellen aufzubrechen, um so Sichtachsen aus dem Park bis auf das Wasser des Flusses zu ermöglichen. Diese Ideen wurden jedoch wegen Hochwasserschutzbedenken aufgegeben.

### Baumaßnahmen
Die Erwin-Panndorf-Halle wurde abgerissen und an neuer Stelle wiedererrichtet, das mittlerweile veraltete Schwimmbad wurde durch das 2003 eröffnete moderne Hofwiesenbad ersetzt. Die Grundschule 2 (im Gebäude der ehemaligen 18. POS) zog im Sommer 2000 in einen Anbau der modernisierten Otto-Dix-Regelschule in der Gutenbergstraße um, das POS-Gebäude wurde später ebenfalls abgerissen. Die Bundesstraße wurde zurückgebaut und 2005 durch eine näher am Stadtzentrum gelegene Neubautrasse ersetzt. Einige östlich der ehemaligen Bundesstraße gelegene Industriebrachen wurden umgestaltet und in den Park einbezogen, so erhielt der frühere Mühlgraben nach Jahrzehnten der Verrohrung in diesem Bereich sein oberirdisches Bett zurück.
Für die Gestaltung des Hofwiesenparkes selbst fand am 17. Dezember 2004 der erste Spatenstich statt. Bis zur Eröffnung der Bundesgartenschau am 27. April 2007 dauerten die Arbeiten kontinuierlich an.

### Der Park zur BUGA

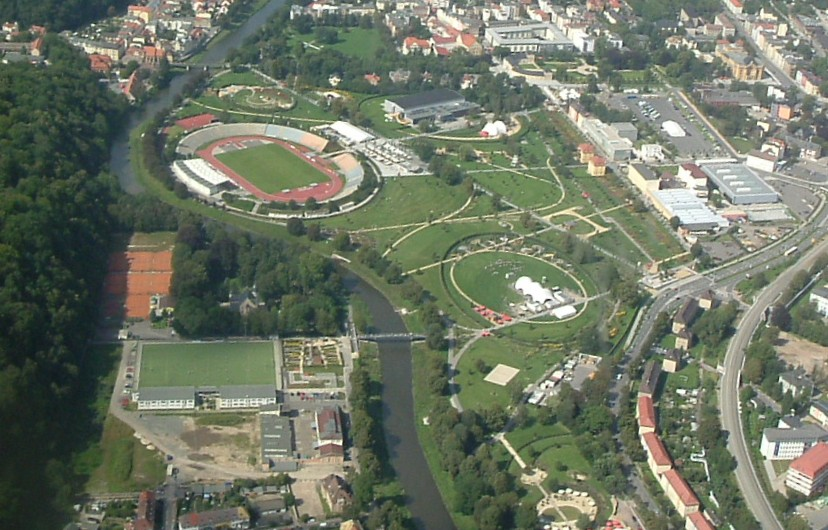
Luftbild des Hofwiesenparks während der BUGA

Kernstück der Parkgestaltung zur BUGA sind vier so genannte Ovale: neben dem Stadion der Freundschaft wurden drei Hauptobjekte des Parks mit einem ovalen Erdwall umgeben. Es sind dies das Spieloval (Spielplatz), die Hofwiesenbühne und das (außerhalb des BUGA-Geländes gelegene) Hofwiesenbad. Das ehemalige Sommerbad am südlichen Ende des Parks wurde geschlossen und unter dem Namen Karibiko in die Ausstellung einbezogen.
Auch der Küchengarten, der nun nicht mehr durch die Bundesstraße vom Gelände der Hofwiesen getrennt ist, und die benachbarten Villen mit der Grünfläche des heutigen Biermannplatzes wurden ins Ausstellungskonzept einbezogen.
Zum Ausstellungsbereich Hofwiesenpark gehörten auch Objekte am anderen Ufer der Weißen Elster: die Villa Jahr sowie das Hofgut unterhalb von Schloss Osterstein. Diese waren durch zwei Fußgängerbrücken, den Textimasteg und die Untermhäuser Brücke, mit dem Hofwiesenpark verbunden.

### Nachbereitung

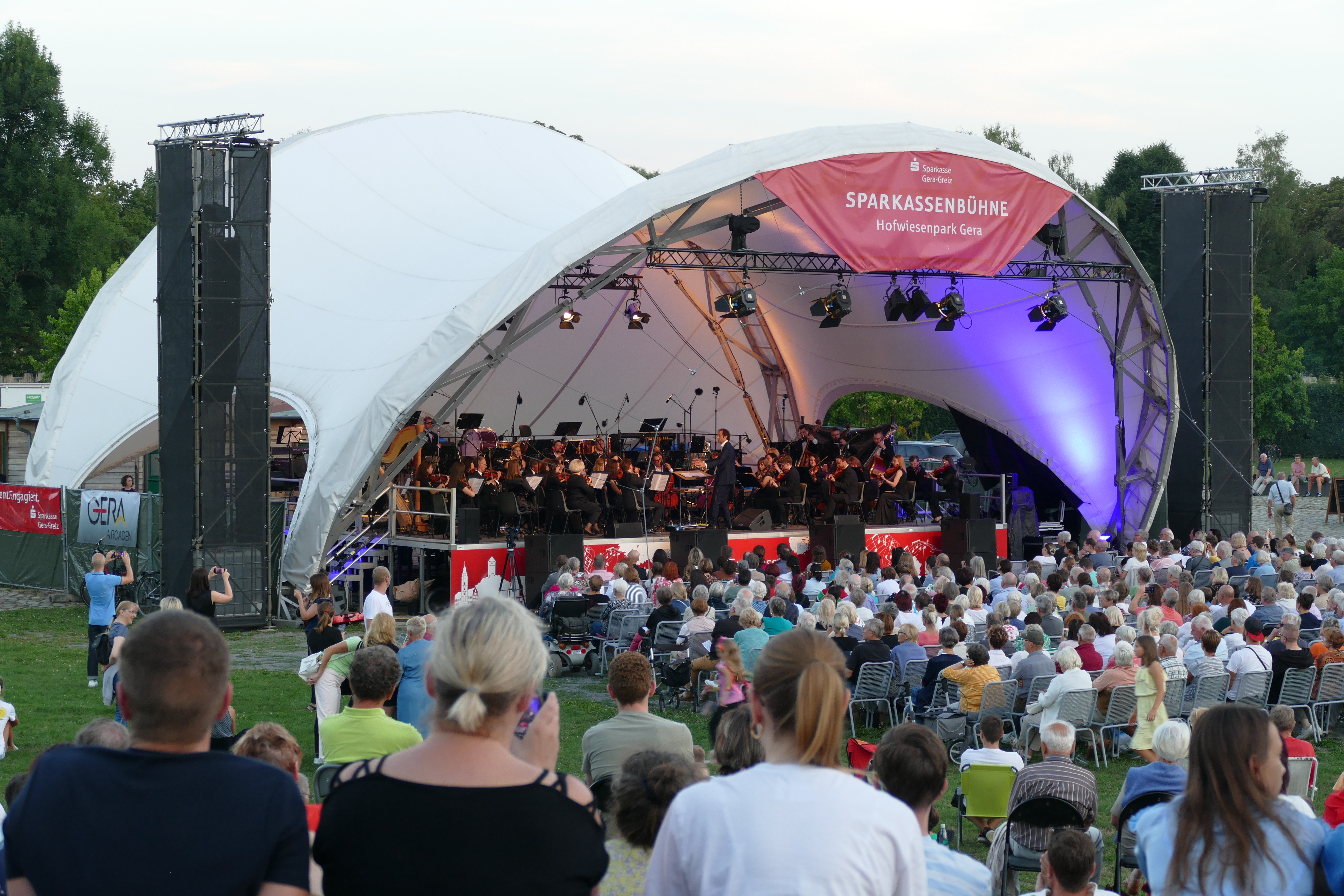
Die Veoliabühne, 2022

Nach der Bundesgartenschau, die am 14. Oktober 2007 endete, wurde der Park vorübergehend geschlossen. Einjährige Pflanzen wurden aus der Erde entfernt und an die Gärtnereien zurückgegeben. Temporäre Einrichtungen wie Festzelte, Kassen und Souvenirshops wurden entfernt. Am 1. November 2007 ging die Verantwortung für den Hofwiesenpark von der BUGA 2007 GmbH an ein von der Geraer Lebenshilfe im Auftrag der Stadt Gera gegründetes Integrationsunternehmen über, das zu 40 % Behinderte beschäftigt. Es soll die Grünanlagen zukünftig pflegen und den Park auf eine dauerhafte Nutzung zur Erholung und Freizeitgestaltung vorbereiten. Erhalten werden sollen dabei insbesondere Blumenschau, Spieloval und Veranstaltungsoval. Der Baumschulgarten, ursprünglich zum Abbau vorgesehen, konnte im November 2007 durch eine Spendenaktion der Ostthüringer Zeitung erhalten werden.

## Nutzung nach der Bundesgartenschau

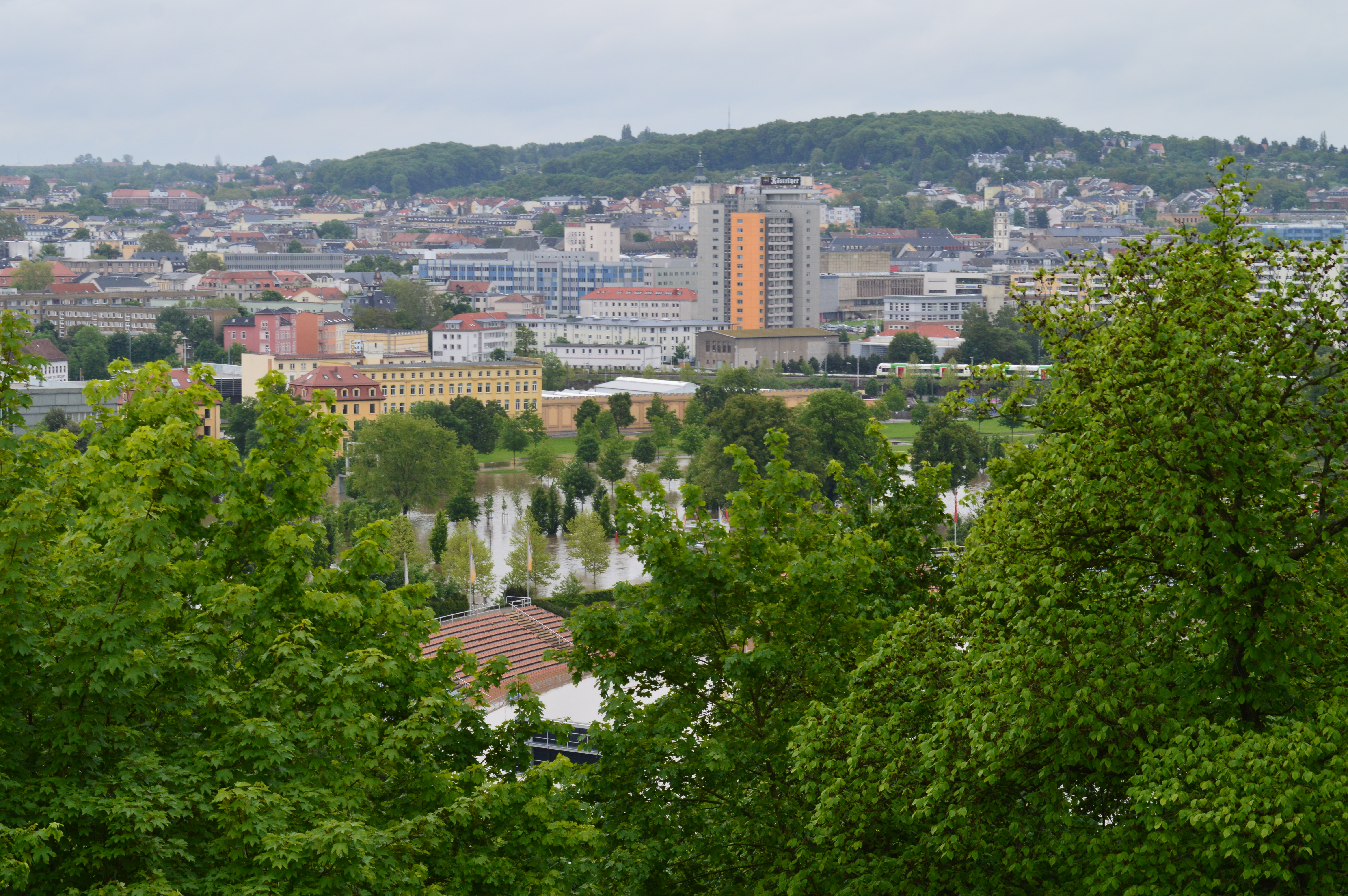
Blick auf den Hofwiesenpark während des Hochwassers am 3. Juni 2013

Rund fünf Monate nach dem Ende der BUGA wurde der Hofwiesenpark am Karfreitag 2008 (21. März) wiedereröffnet. Er steht nun Besuchern täglich von 6 bis 21 Uhr, im Sommer bis 22 Uhr, offen. Seit 2008 findet jedes Jahr am letzten Aprilwochenende, jeweils um den Jahrestag der BUGA-Eröffnung 2007, das Hofwiesenparkfest zur symbolischen Saisoneröffnung im Park statt. 
Beim Hochwasser am 3. Juni 2013 wurden große Teile des Hofwiesenparkes mit dem Stadion der Freundschaft überflutet. Nach ersten Ausbesserungsmaßnahmen konnte der Park am 28. Juni 2013 wieder für die Öffentlichkeit freigegeben werden.
In den Jahren 2013 und 2014 fand jeweils im Juli im Hofwiesenpark das Musikfestival 360 Grad Heimat statt.